# Eduardo Aguirre
Eduardo Daniel Aguirre Lara (3 de agosto de 1998) é um futebolista mexicano que atua como atacante. Atualmente joga pelo Atlas, emprestado pelo Santos Laguna.

## Carreira
Ele começou sua carreira juvenil no Santos Laguna em 2013 e ingressou na equipe sênior em 2017. Posteriormente, ele se juntou à equipe do Tampico por empréstimo em 2017, onde faria sua estreia sênior contra o Zacatepec em 22 de julho de 2017, terminando com um empate em 0-0.

## Títulos
México
- Jogos Olímpicos: 2020 (medalha de bronze)